# 横町ももこ
横町 ももこ（よこまち ももこ、1989年6月15日 - ）は、日本の女優・タレント・モデルである。
青森県八戸市出身。元ワンエイトプロモーション所属。

## 来歴
17歳の時、雑誌『De☆View』の誌上オーディション「PUSH!」に応募したのを機にオスカープロモーションと契約を結び、高校卒業後に上京。桜美林大学リベラルアーツ群に通いながらモデルの仕事を始め、その傍ら女優としても映画やドラマ、舞台に多数出演する。
2014年11月、2015年度日本スイムスーツ協会キャンペーンガールに就任。同協会のキャンギャルとしては最後の1980年代生まれであり（2018年現在）、また歴代最年長となる25歳での選出であった。
2018年はSUPER GT300クラス「Pacific Mermaids」（パシフィックレーシングチーム）としてレースクイーン活動を行う。
2020年4月にワンエイトプロモーションに移籍した。
2020年11月、初対面の男女が同居生活を送る結婚リアリティー番組「いきなりマリッジ」（ABEMA）で知り合ったフットサル選手の男性と結婚した。2022年6月にはブログで第一子を授かったことを公表した。

## 人物
- 3姉妹の次女[10]。実家は青森県南部地方に展開するスーパーマーケットチェーン「よこまちストア」を経営している[11]。
- 大学1年時はオーストラリアに留学し[12]、2年時はミス桜美林コンテストで準グランプリを受賞している[10]。
- 趣味は英会話（英検2級）、ネイルアート。特技は書道、歌うこと、ダンス（K-POP）[4]。
- 同じ事務所で2歳上の木谷有里[13]や、舞台でも共演した女優の冨手麻妙[14]、池田光咲[15]と仲が良い。木谷とは2016年の日本有線大賞[注 1]で一緒にアシスタント参加していた[16][17]。その後2017年の日本有線大賞[注 2]でも木谷と共にアシスタント参加している[18]。

## 出演

### テレビ番組
- 森田一義アワー 笑っていいとも!（フジテレビ・2014年2月4日） - 「これってダサい!?平成のオンナたち」コーナーに出演[19]
- オールスター感謝祭2014春（TBSテレビ・2014年3月29日） - 井上裕美恵と共に中継アシスタントとして出演[20]
- 内村さまぁ〜ず「これが出来たら取っ払い!東MAXスタジオ!!」（TOKYO MX他、2014年6月） - 「Tシャツ重ね着対決」のモデルとして出演[21]
- 明石家サンタの史上最大のクリスマスプレゼントショー（フジテレビ・2014年12月24日、2015年12月24日）
アシスタント（2014年共演：犬飼ゆきな、文山恵、小林眞琴[22]　2015年共演：小林眞琴、大澤玲美、加田穂乃華[23]）

### ウェブテレビ
- いきなりマリッジ4（2020年8月1日 - 8月22日、ABEMA）

### テレビドラマ
- LADY〜最後の犯罪プロファイル〜（TBSテレビ・2011年1月7日） - 第1話に端役出演[24]
- ネオ・ウルトラQ「第5話・言葉のない街」（WOWOW・2013年2月9日） - 人造人間エピゴノイド役
- 土曜ワイド劇場『広域警察7』（2016年2月20日、テレビ朝日） - 「オアシス」ホステス・渚 役

### 映画
- すーちゃん まいちゃん さわ子さん（2013年、スールキートス）
- 闇金ウシジマくん Part2（2014年、東宝/S・D・P） - ミク役
- モテキ(2011年)

### 舞台
- ストレイドッグプロモーション作品
  - 淑女（レディ）のお作法（2012年6月20日〜24日、池袋GEKIBA）
  - けんじ君の息子（2012年12月20日〜24日、明石スタジオ）
  - 母の桜が散った夜（2013年4月3日〜7日、SPACE107） - 今日子役[25]
  - 問題のない私たち（2013年8月21日〜25日、テアトルBONBON／2014年8月2日〜3日、HEP HALL／2014年8月8日〜10日、あうるすぽっと）
  - 悲しき天使（2013年11月28日〜12月1日、SPACE107） - 春子役[26]
  - ゴジラ（2014年7月1日〜6日、シアターモリエール）
  - 純平、考え直せ（2014年11月28日〜30日、紀伊国屋ホール）
- た組。コント的公演「弱者のほえかた エピソード0」（2013年9月19日〜22日、秋葉原アトリエ「ACT B」）
- アリー・エンターテイメントプロデュース チームDG「いい日、お遊戯」（2014年5月8日〜12日、シアターグリーン）
- Toy Late Lie「思春〜遥かなるオヤジーデ〜」（2016年2月3日〜7日、シアターグリーン BIG TREE THEATER）[27]
- Candy House（2017年8月1日〜6日、サンモールスタジオ） - 浅井美津香役[28][29]

### CM
- 太陽グループ「背の高い彼女」（2013年） - 陽奈役
- アフラック「ブラックスワンのささやき “まさかのブラックスワン・レディース篇”」（2014年）
- NTTドコモ「ずっとドコモ割篇」（2015年）[30]
- 大松「ラッキープラザ “楽しさの、その先へ。”」（2016年） - 園子温が監督を担当[31]

### イベント
- 修斗&シュートボクシング「SHOOT the SHOOTO」ラウンドガール（2011年11月6日、東京ドームシティホール）[32]
- 東京ゲームショウ「コーエーテクモブース」（2012年9月20日〜23日、幕張メッセ）
- インタープロトシリーズ2014「インタープロトガール」（2014年11月2日、富士スピードウェイ）共演：石川彩夏、大高レナ、辻祐香
- 東京オートサロン「三菱自動車ブース」（2015年1月9日〜11日、幕張メッセ）
- GT ASIA & SUPER F3 RACE in OKAYAMA「FFF Racing Team by ACM レースクイーン」（2015年6月27日〜28日、岡山国際サーキット）共演：小林眞琴、小林レイミ
- 東京オートサロン「SUZUKIブース」（2018年1月12日〜14日、幕張メッセ）共演：黒田瑞貴、坂本くるみ、宮越愛恵、松本さやか、杉本夏陽